# Simon Alexandersson
Simon Alexandersson, född 23 november 1992 i Vetlanda, är en svensk tidigare fotbollsspelare som bland annat representerade Åtvidabergs FF, AFC Eskilstuna, IK Brage, Dalkurd FF, Östers IF och Gais.

## Karriär
I januari 2018 värvades Alexandersson av IK Brage. Den 9 april 2018 gjorde han två mål i en 4–2-vinst över Gefle IF.
I augusti 2018 värvades Alexandersson av norska Kristiansund BK. I februari 2019 lånades han ut till Dalkurd FF.
I december 2019 värvades Alexandersson av Östers IF, där han skrev på ett tvåårskontrakt. Alexandersson spelade 29 ligamatcher och gjorde fyra mål under säsongen 2020. I juni 2021 kom han överens med Öster om att lämna klubben. I juli 2021 skrev Alexandersson på ett halvårskontrakt med Gais. Efter att kontraktet löpte ut var han kontraktslös, innan han sommaren 2022 skrev på för Hvetlanda GIF i division III.